# Hipoclorito

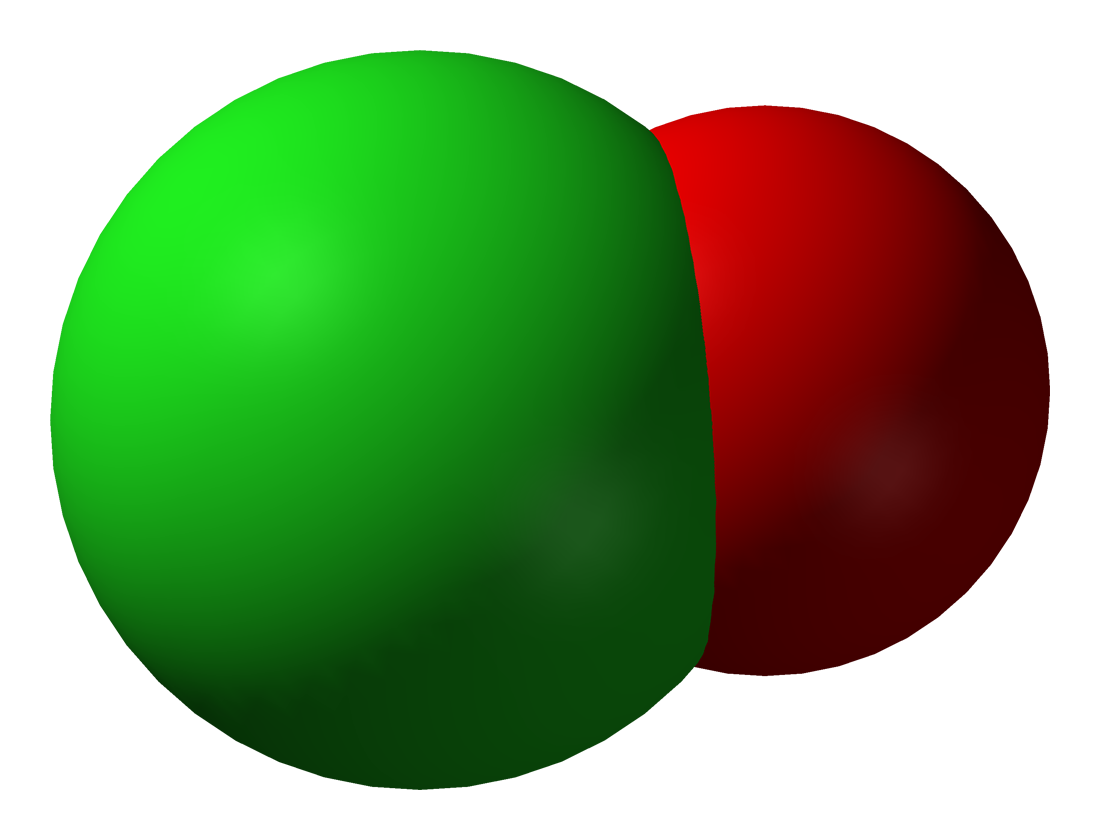
Íon hipoclorito

Hipoclorito é o íon ClO-. Também é denominado hipoclorito qualquer sal que contém este grupo, onde o cloro apresenta estado de oxidação +1. Nos ácidos é denominado hipocloroso.
Os hipocloritos são sais derivados do ácido hipocloroso.
Os principais compostos que apresentam o grupo hipoclorito são:
- Hipoclorito de sódio: NaClO.
- Hipoclorito de lítio: LiClO.
- Hipoclorito de etila: C2H5ClO
- Hipoclorito de cálcio: Ca(ClO)2